# Al Farwaniyah
Al Farwaniyah  je najmnogoljudnija od šest regija Kuvajta, u smislu ukupnog broja stanovnika. To je glavni stambeni prostor Kuvajta i čini važan dio kuvajtske komercijalne aktivnosti.

## Stanovništvo
Površina regije je 190 km2 dok je prosječna gustoća naseljenosti vrlo velika 2.500 stanovnika na km2.

## Sport
Al Tadamon SC se nalazi u regiji Al Farwaniyah, taj klub je tri puta osvojio Kuvajtsku ligu.